# Sramežljiva mimoza
Sramežljiva mimoza (znanstveno ime Mimosa pudica, latinsko pudica pomeni "sramežljiva") je trajnica tropskega območja, ki jo večinoma gojijo zaradi njene posebnosti: ko se listov dotaknemo ali jih stresemo, se obrnejo navznoter ali odpadejo in se ponovno odprejo čez nekaj minut. Vrsta izvira iz Južne in Srednje Amerike, danes pa jo najdemo v vsem tropskem svetu.

## Opis
Steblo je pri mladih rastlinah pokončno, a postaja z leti upognjeno. Je tanko in redko do gosto bodičasto, iz njega pa izhajajo vejice. Zraste do višine 1.5 m. Listi spadajo v skupino deljenih listov. 
Listi so pernato deljeni z enim ali dvema pernatima paroma in z 10-26 lističev na pero. Listni peclji so bodičasti. Iz listne osi izhajajo bledo roza ali vijoličasti cvetovi.  Okrogli do ovalni cvetovi merijo v premeru 8-10 mm (brez prašnikov). Od blizu se da opaziti, da so v njihovih zgornjih delih cvetni listi rdeči in da so filamenti (vlakna) roza do sivivijolični. Seme se nahaja v grozdih s po 2-8 stroki dolžine 1-2 cm, ki so ob robovih bodičasti. Stroke lahko razdelimo na 2-5 segmentov in vsebujejo bledo rjava semena (dolžina enega je 2.5 mm). Je tako vetrocvetka kot žužkocvetka. Semena imajo trdo ovojnico, ki omejuje kalitev.

### Gibanje rastline
Sramežljiva mimoza je znana po hitrem zlaganju in povešanju listov. Kot pri mnogih rastlinah se ji listi ponoči zaprejo in ponovno odprejo podnevi ('spanje' ali niktinastija).
Listi se zaprejo zaradi različnih dražljajev; npr. dotik, toplota, pihanje ali tresenje. Takšna gibanja opisujemo kot tigmonastična. Gibanje je posledica izgube turgorskega tlaka določenih delov v celici (turgorski tlak je sila, ki jo na celično steno izvajajo voda in ostala vsebina celice). Ko je rastlina vzdražena začnejo določeni deli stebla sproščati kemikalije (vključno s kalijem), ki povzročijo, da voda zapušča celične vakuole in da voda izhaja iz celic, kar povzroči zmanjšanje tlaka in skrčenje celice – to skrčenje celic zaradi različnega turgorskega tlaka povzroči zaprtje listov. Ta pojav je precej pogost znotraj poddružine Mimosoideae, ki je del družine metuljnic. Dražljaj se lahko prenese tudi na sosednje liste. Ni točno jasno zakaj se je ta značilnost evolucijsko razvila, a mnogo znanstvenikov meni, da se rastlina z zmanjšanjem površine zavaruje pred plenilci. Z gibanjem celega lista ali samo njegovih delov ustvari videz uvele in neužitne rastline. Ko se listi povesijo, se pokažejo bodice, ki so še dodatna obramba pred živalmi.

## Taksonomija in poimenovanje
Sramežljivo mimozo je prvi opisal Carl Linnaeus v delu Species Plantarum leta 1753. Latinska beseda »pudica« pomeni »sramežljiva« in nakazuje na lastnost rastline, da ob dotiku skrije liste.

### Poimenovanja v tujih jezikih
V angleškem jeziku se uporabljajo naslednja poimenovanja: sensitive plant, humble plant, shameful plant, sleeping grass, touch-me-not, chuimui ali ant-plant
Ostala imena so še »mori-vivi« ali morivivi (Dominikanska republika in ostali špansko govoreči Karibski otoki; prevod bi bil »umrl sem, živim«), dormilona (Kostarika, prevod: »zaspanka«), makahiya (Filipini, »maka« pomeni »tiha«, -hiya pa »sramežljiva« ali »sramežljivost«). V Tongi je znana kot mateloi (prevod: »lažna smrt«). V Urdu je znana kot chhui-mui, kar pomeni »to kar umre ob dotiku«. V Bengali je znana kot lojjaboti – sramežljiva devica. V Indonezija ji pravijo putri malu (Sramežljiva Princesa). V Malajalamskem jeziku je thottavaadi, kar pomeni »uvene ob dotiku«. V marathskem jeziku je znana kot lazaLu (sramežljiva). V tamilskem jeziku ji pravijo thotta-siningi (»se zgane ob dotiku«). V kannadskem jeziku ji pravijo muttidare muni (besna zaradi dotika). Po malezijsko se ji reče pokok semalu (sramežljiva rastlina) in po mjanmarsko hti ka yoan, kar pomeni »ob dotiku se pomanjša«.

## Razširjenost
Rastlina izvira iz Južne in Srednje Amerike. Od tam se je razširila drugam in velja v Tanzaniji, Južni Aziji, Jugovzhodni Aziji in Pacifiških otokih za invazivno vrsto. Kot invazivna je še v Avstraliji (v Severnem teritoriju in Zahodni Avstraliji razglašena za plevel). V Queenslandu za sramežljivo mimozo predlagajo nadzor rasti. Prisotna je tudi v Nigeriji, Sejšelih, Mauricius in Vzhodni Aziji, a v teh krajih ne velja za invazivno rastlino. V ZDA raste na Floridi, Havajih, Virginiji, Maryland, Puerto Ricu, Teksasu in na Deviških otokih. 

## Vpliv na kmetijstvo
Vrsta je problematična, ker med tropskimi pridelki raste kot plevel, še posebej ko so polja ročno obdelovana. Škodi predvsem koruzi, kokosu, krompirju, bombažu, kavi, bananovcem, soji, papaji in sladkornemu trstu. Suhe rastline lahko predstavljajo požarno nevarnost. Ponekod jo uporabljajo kot krmno rastlino, čeprav je havajska različica domnevno strupena za živali.
Na gomoljih sramežljive mimoze se lahko naselijo dušikove bakterije. Te bakterije so sposobne pretvoriti atmosferski dušik, ki ga sicer rastline ne morejo uporabljati, v obliko, ki jo rastline lahko uporabijo. Takšne bakterije so v družini metuljnic pogoste.

## Kultivacija
Sramežljivo mimozo pogosto gojijo v stanovanju kot celoletnico. Sicer jo gojijo tudi na prostem. Po navadi se razširja s semeni.

## Kemijska sestava
Sramežljiva mimoza vsebuje toksičen alkaloid mimozin, ki preprečuje deljenje celic in ima apoptotičen učinek.  Ekstrakti sramežljive mimoze imobilizirajo ličinke Strongyloides stercoralis v manj kot eni uri.  Vodni ekstrakti korenin nevtralizirajo strup kobre (Naja kaouthia). Verjetno inhibira miotoksičnost in encimsko aktivnost kobrinega strupa.